# Swing of Sorrow
Swing of Sorrow är den Umeåbaserade gruppen Winhill/Losehills debutalbum, utgivet 2012 på skivbolaget Tyrandora. Det utgavs som ett dubbelalbum.
Vintern 2006–2007 låg Jonas Svennem Lundbergs mor Karin svårt sjuk i cancer på Norrlands Universitetssjukhus. Under de korta pauser som gavs från de långa dagarna på sjukhuset tog Jonas Svennem Lundbergs med sin vän Kalle Lundin för att spela musik i en källare på Haga i Umeå. Musiken blev ett sätt att försöka uthärda den svåra perioden. Efter frånfället fortsatte musiken att bli en kanal för sorgen och vännen Carl Åkerlund blev ombedd att skriva texter till musiken.
Det fanns tidigt ett stort låtmaterial att sätta ord till. När Jonas Svennem Lundbergs hade komponerat 19 låtar i slutet av 2008 stod det klart att var och en av dessa var lika viktiga för helheten och det är dessa 19 spår som utgör debutskivan Swing of Sorrow.
De kommande tre åren fortsatte Jonas Svennem Lundberg och medproducenten Henrik Nybom med ett ambitiöst arbete som kommit att forma Winhill/Losehills sound.
Låtarna på Swing of Sorrow skildrar eller präglas av den sorgeprocess ur vilken skivan har vuxit fram.
Skivan är mixad av Jonas Svennem Lundbergs bror Måns Lundberg, som tidigare bland annat producerat två av Deportees album, och formgiven med ett 32-sidigt texthäfte av Erik Olofsson.

## Låtlista
Första skivan
1. "Karins Hymn" - 2:02
2. "Oh Lord" - 5:35
3. "I Will Never Get Enough" - 3:36
4. "Retreat" - 3:51
5. "Tell Her She's the Light of the World" - 4:50
6. "The House Is Black" - 3:27
7. "Lake Marten" - 6:35
8. "Shuffle Mountain" - 5:16
9. "Those Same Damned Days" - 6:06

Andra skivan
1. "Winhill/Losehill Part II" - 5:04
2. "Life & Death" - 3:56
3. "Long Way to Next Stop" - 3:15
4. "Don't Let the Inside Shine Out" - 5:07
5. "I Leave You 'Cause I Don't Care" - 4:26
6. "Inner City Blues" - 4:37
7. "Hope Village" - 5:!1
8. "The Heart Is a Mussel" - 4:09
9. "Back to School" - 4:36
10. "Stay Another Day" - 5:24

## Mottagande
Swing of Sorrow snittar på 4,0/5 på Kritiker.se, baserat på nitton recensioner.

## Listplaceringar
| Lista (2012) | Topplacering |
| ------------ | ------------ |
| Sverige      | 36           |

## Fotnoter
1. ↑  ”Swing of Sorrow”. Itunes. http://itunes.apple.com/se/album/swing-of-sorrow/id504878118. Läst 28 juni 2012.
2. ↑  ”Swing of Sorrow”. Kritiker.se. http://www.kritiker.se/skivor/winhilllosehill/swing-of-sorrow/. Läst 28 juni 2012.
3. ↑  Listplacering